# Pole Mokotowskie

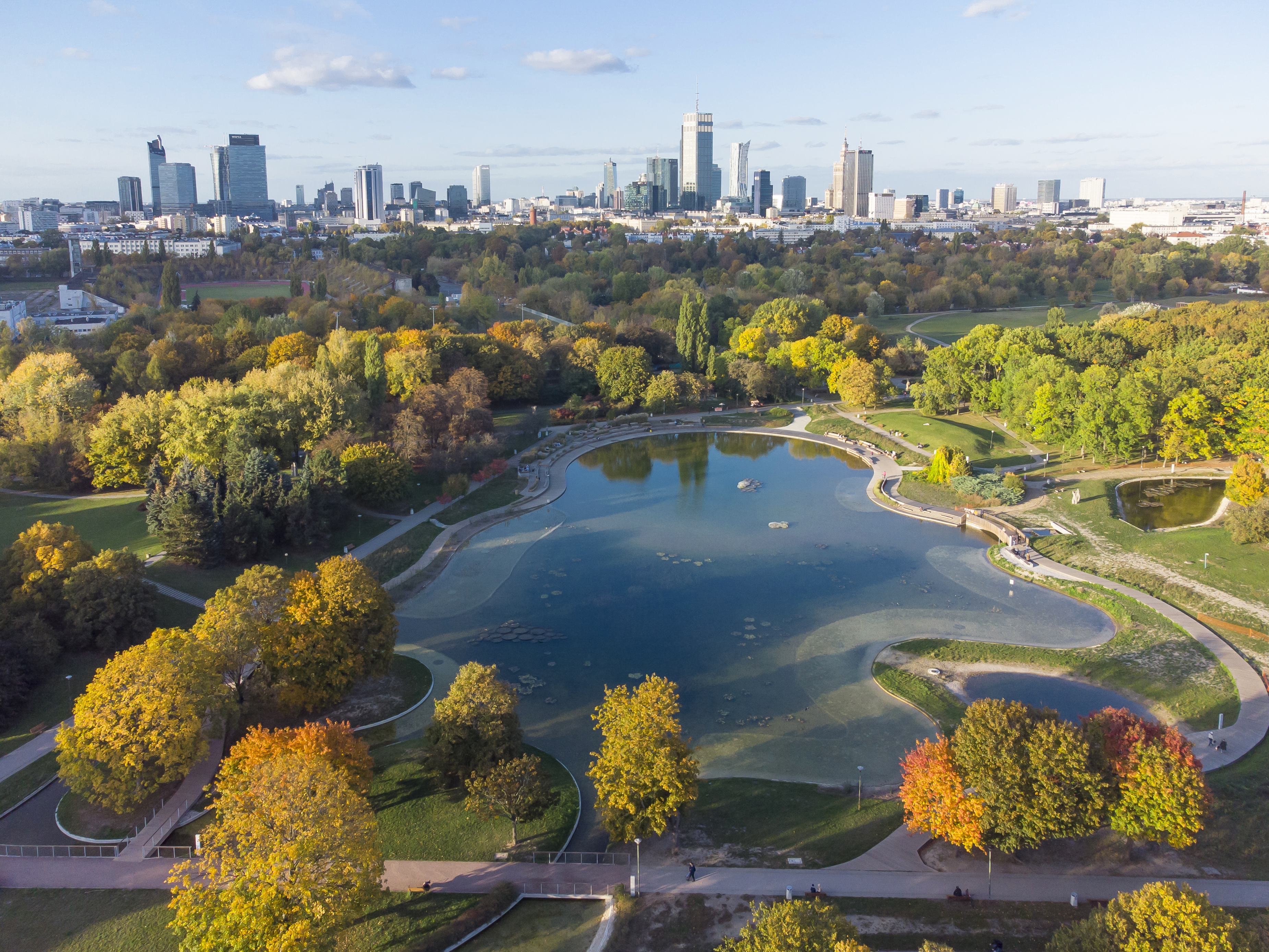
See in Parkmitte, Aufnahme vom Oktober 2024

Pole Mokotowskie („Mokotów-Feld“; auch in der Mehrzahl Pola Mokotowskie – „Mokotów Felder“ benutzt) ist ein bedeutender Park in Warschau. Den Namen trägt das Gelände seit Anfang des 19. Jahrhunderts. Damals wurde es für militärische Exerzierübungen und -Vorstellungen genutzt. Bei den Kämpfen während des Militärputsches unter Józef Piłsudski vom 12. bis 15. Mai 1926 war Pole Mokotowskie Schauplatz von Gefechten zwischen regierungstreuen Truppen und Piłsudski-Einheiten. Ein Teil der Anlage wird heute auch als „Józef Piłsudski-Park“ bezeichnet, weil hier am 17. Mai 1935 die Trauerfeierlichkeiten zum Tode des polnischen Marschalls stattfanden.
Der Park befindet sich zwischen dem Stadtteil Mokotów, den er somit Richtung Norden abschließt, und dem Innenstadtbezirk („Śródmieście“). Im Westen grenzt er an den Stadtteil Ochota. Er gehört mit einer Fläche von rund 60 Hektar zu den größten, wenn auch jüngeren Parkanlagen Warschaus. Sowohl eine Straßenbahn, die entlang der den Park heute durchschneidenden „Aleja Niepodległości“ (Unabhängigkeits-Allee) geführt wird, wie auch eine U-Bahn-Linie Warschaus haben hier Haltestellen.
Bis zum Zweiten Weltkrieg war der heutige Park Teil eines rund 200 Hektar großen Geländes, das zu einem wesentlichen Teil vom Flughafen Mokotów und den der Technischen Universität in Warschau angegliederten Flugzeugwerken verwendet wurde. Ein Gedenkstein erinnert heute an diese Zeit. Neben Schrebergartenanlagen gab es im ostwärtigen Teil des damaligen Komplexes auch die Pferderennbahn Pole Mokotowskie, die 1939 durch die Eröffnung einer moderneren Anlage in Służewiec ersetzt wurde.
Nach dem Krieg wurde im nun als Park gestalteten Gelände der Neubau der Polnischen Nationalbibliothek errichtet. Ebenfalls entstand am Rande des Parks ein dreiflügeliges Gebäude für das polnische Haupt-Statistikamt. Auch wurden verschiedene Sportanlagen in Parknähe angelegt. Die meisten Bäume des Parks wurden erst in den 1940er und 1950er Jahren gepflanzt. In den 1970er Jahren wurde der Park noch einmal neu arrangiert. Heute ist der Park ein beliebtes Ausflugsziel für Anwohner, wegen der angrenzenden Universitäten (Szkoła Główna Handlowa und TU) ist er auch Aufenthaltsplatz für Studenten. Es gibt rund 10 Bars und Restaurants im Park. Besonders in den Sommermonaten finden im Park häufig Großveranstaltungen (Kultur, Sport, Unterhaltung) statt. Neben dem Gedenkstein für den ehemaligen Flughafen gibt es ein neueres Hundedenkmal („Pomnik Szczęśliwego Psa“) und im äußersten Nordost-Zipfel ein Denkmal der polnischen Kavallerie. Wegen der hochwertigen innenstadtnahen Lage sind die Randflächen des Parkes attraktiv für Immobilienentwickler. In den letzten Jahren kam es deshalb vermehrt zu öffentlichen Auseinandersetzungen über eine weitere Entwicklung des Geländes.

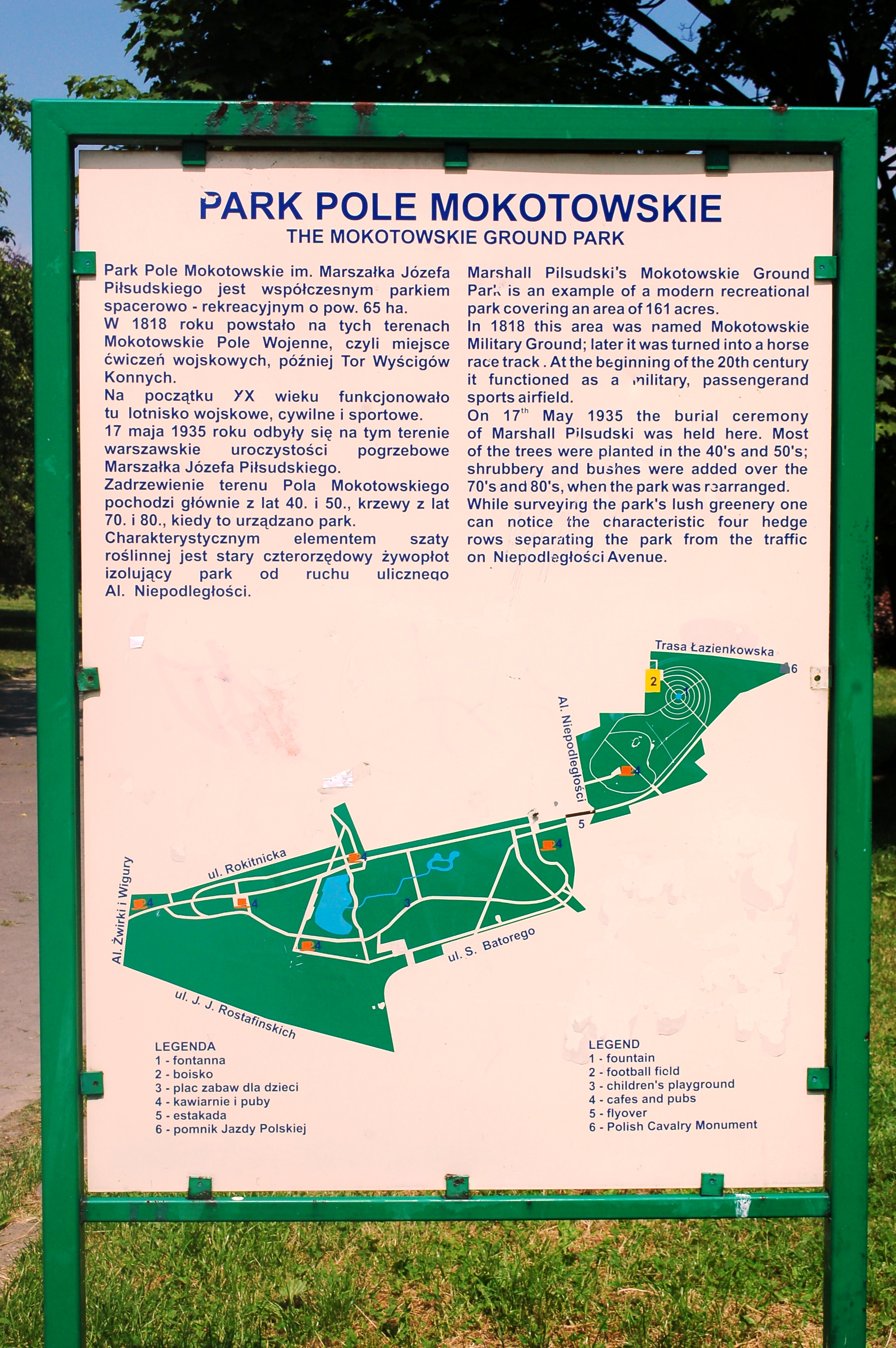
Informationstafel in Polnisch und Englisch
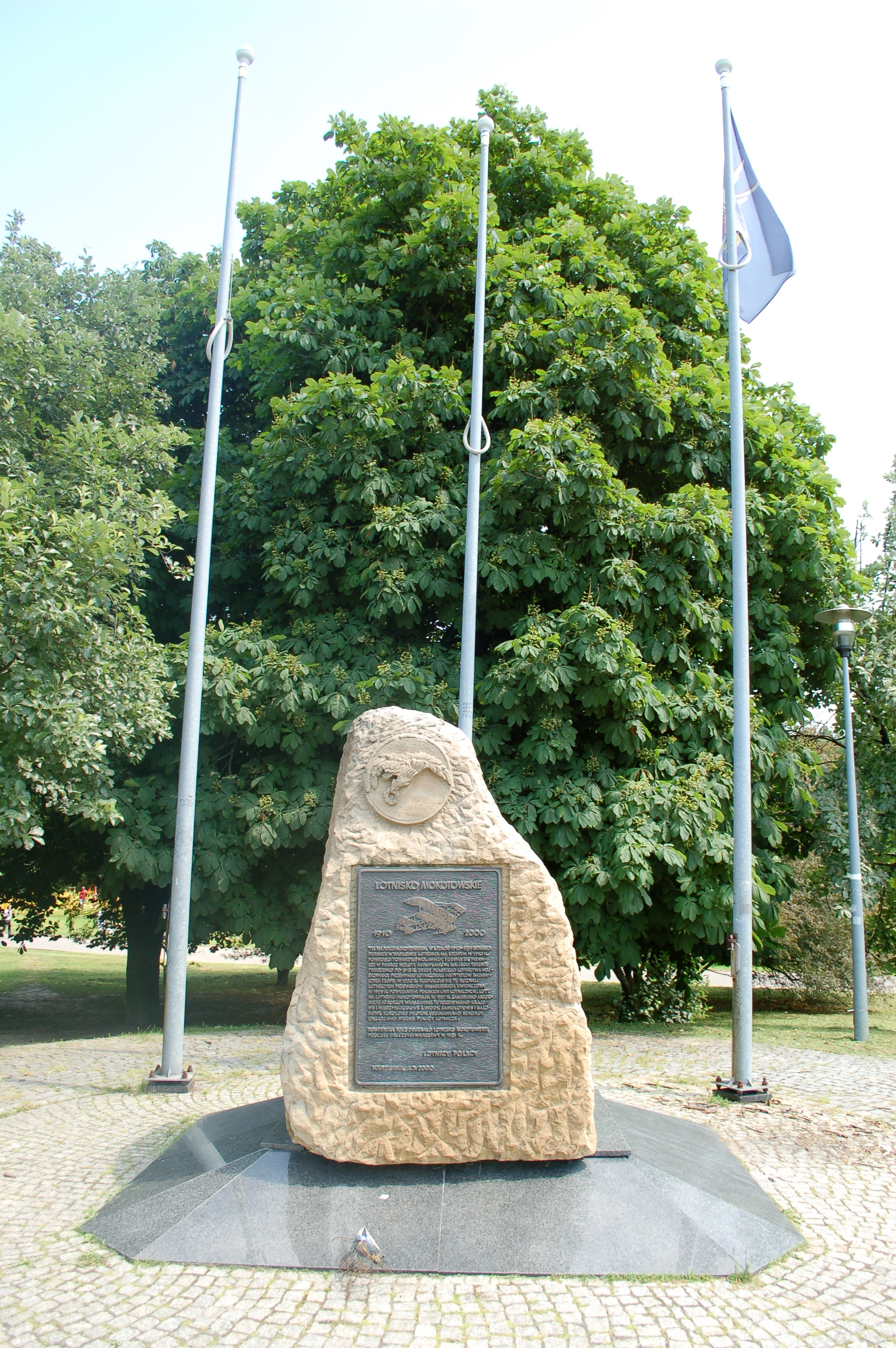
Gedenkstein für den Flughafen Mokotowskie
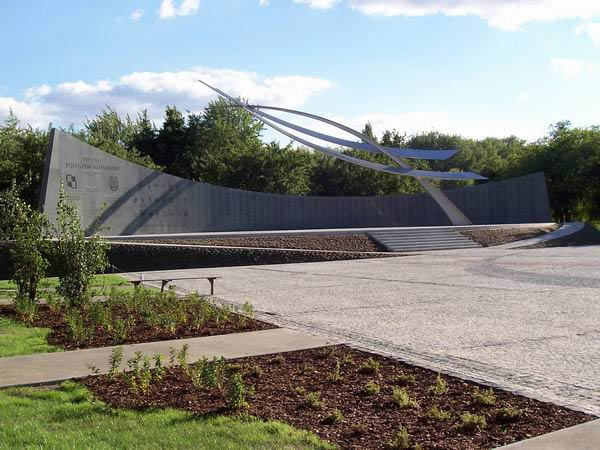
Denkmal für die gefallenen polnischen Flieger des Zweiten Weltkrieges
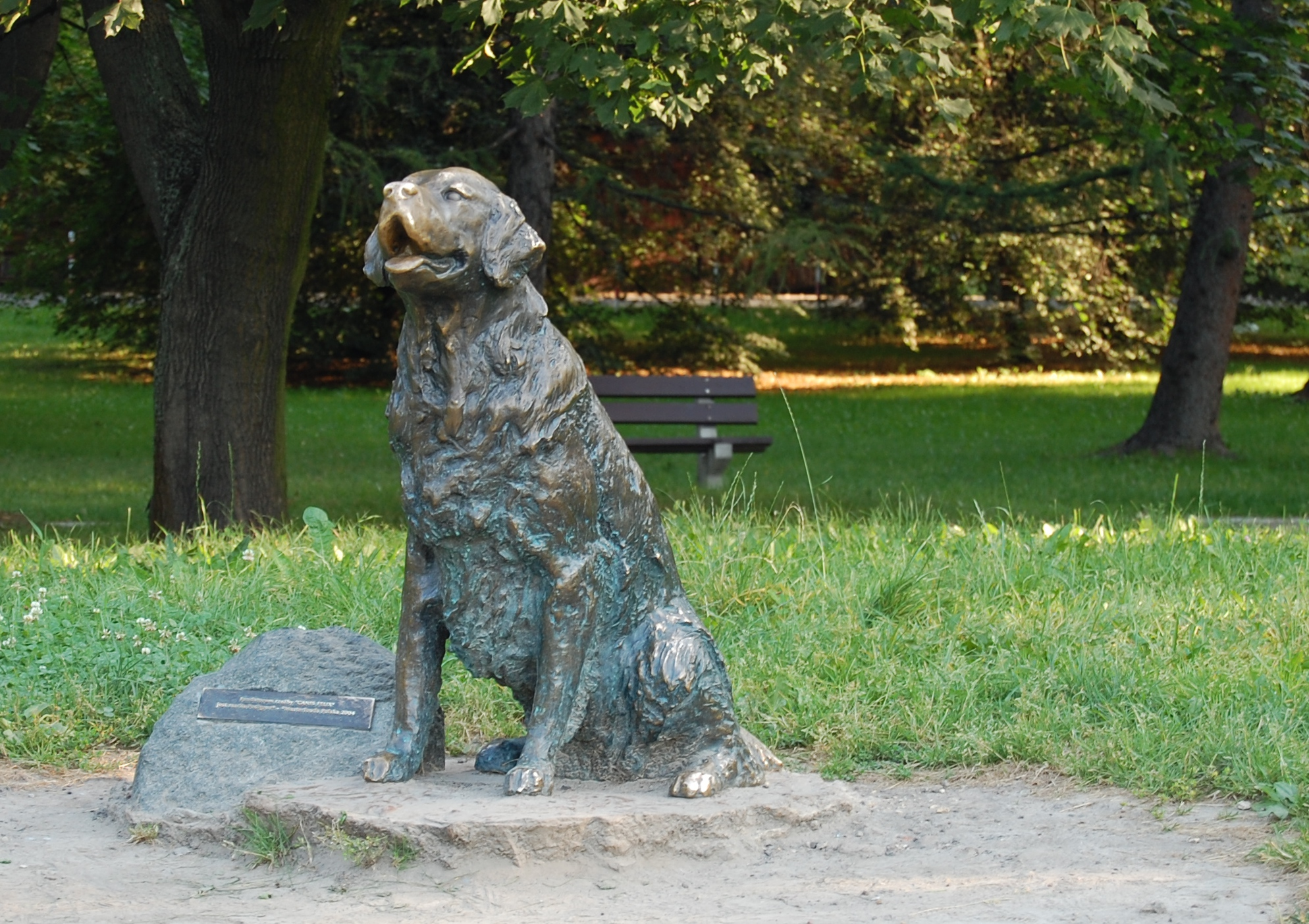
Denkmal des „glücklichen Hundes“